# Нганге, Ив Юпитер
Ив Юпите́р Нганге́ (фр. Yves Jupiter Ngangue; 14 мая 1980, Яунде, Камерун) — камерунский футболист, нападающий.

## Клубная карьера
Карьеру начал в клубе «Канон Яунде». С 2000 по 2001 годы выступал за камерунскую команду «Динамо» из Дуалы. После чего с 20 мая по 14 июня 2001 года находился на просмотре в махачкалинском «Анжи», где играл уже другой камерунец Пинси Билонг, после чего вместе с олимпийским чемпионом Ароном Нжимбатом отправился на просмотр в московское «Динамо», но вскоре подписал контракт с «Анжи». За «Анжи» провёл 5 матчей в Высшем дивизионе, также сыграл 5 матчей в первенстве дублёров, в которых забил 4 мяча. 27 сентября 2001 года находился в заявке «Анжи» в матче Кубка УЕФА против шотландского «Рейнджерса», однако на поле не вышел. После чего выступал за один из французских клубов низшего дивизиона. В декабре 2003 года переехал в Тунис, где выступал за клуб «Этуаль» (Бени-Халид), за который забил 7 мячей. После чего он перебрался в другой клуб из Туниса «Хаммам-Лиф». С 2011 года играл за клуб «Иравади Юнайтед», выступающий в Национальной лиге Мьянмы, потом вернулся во Францию и выступал за любительский клуб «Плузане» из лиги Бретани.